# 克洛德·阿德里安·愛爾維修
克洛德·阿德里安·爱尔维修（英語：Claude Adrien Helvétius，1715年—1771年），18世纪法国哲学家、辩论家。他资助过一些启蒙哲学家。他的快乐论、教育理论和对伦理学宗教基础的抨击使他闻名于世。他的哲学名著《论精神》（法語：De l'esprit）一经出版立刻在主流社会中声名狼藉，因为这部著作攻击了一切以宗教为基础的道德，該著主要論旨即：人類不過有五種感官，其唯一的動機就是求樂、避苦：所有人類的行為（包括自我犧牲）都可以自此解釋。該書英譯於1759年倫敦出版，成為該時代最被廣範閱讀的作品。他的其他著作包括《论精神》和《论人》（法語：De l'Homme），出版於死後的1772年。盧梭、霍布斯、孟德斯鳩對其思想均有影響。

## 生平
爱尔维修出身於巴黎富裕的宮廷醫生世家，約翰·弗里德里希·施魏策爾為其祖父。青少年时在耶稣会主办的学校读书，对学校的宗教课程感到厭煩，便利用家中的丰富藏书来满足自己的求知欲。在康城的叔父家接受財政學方面的訓練後，23歲的他受到法王指定成為總包稅人（Ferme générale）。从此，爱尔维修成了拥有年金30万利维尔的富翁。隨著年紀漸長，他開始尋求生命中的其他樂趣：他與妻子（Anne-Catherine de Ligniville Helvétius）在自家開設沙龍，啟蒙時期的思想家門絡繹不絕。1751年，爱尔维修認為財富已足，便辭去總包稅人的工作，回歸位於羅亞爾-謝爾省的農莊，著述、交遊不斷。1764年遊歷英國，並於隔年受腓特烈二世之邀參訪德國，極受敬重。1771年安穩的於家中去世。

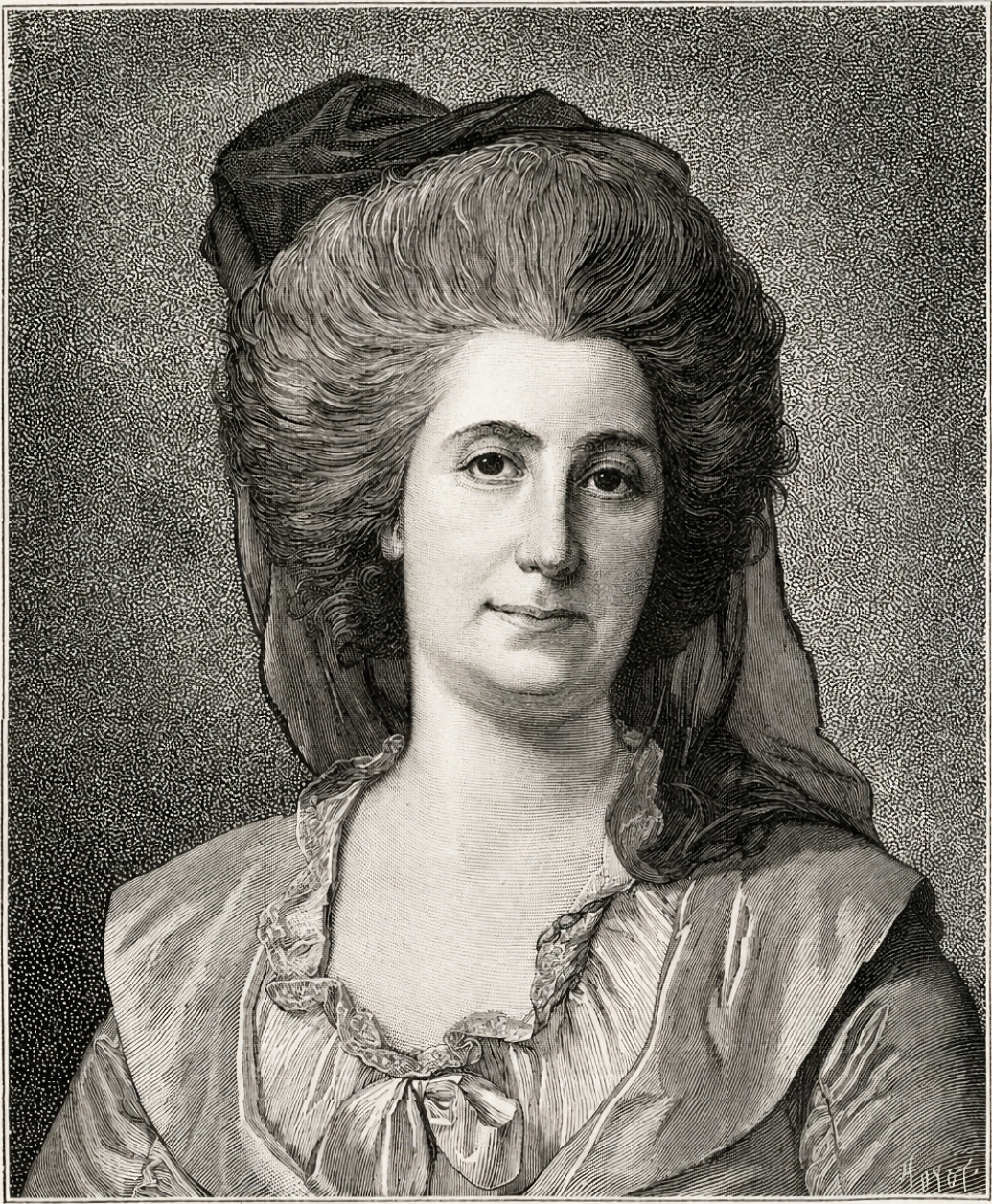
爱尔维修之妻安·卡特琳娜

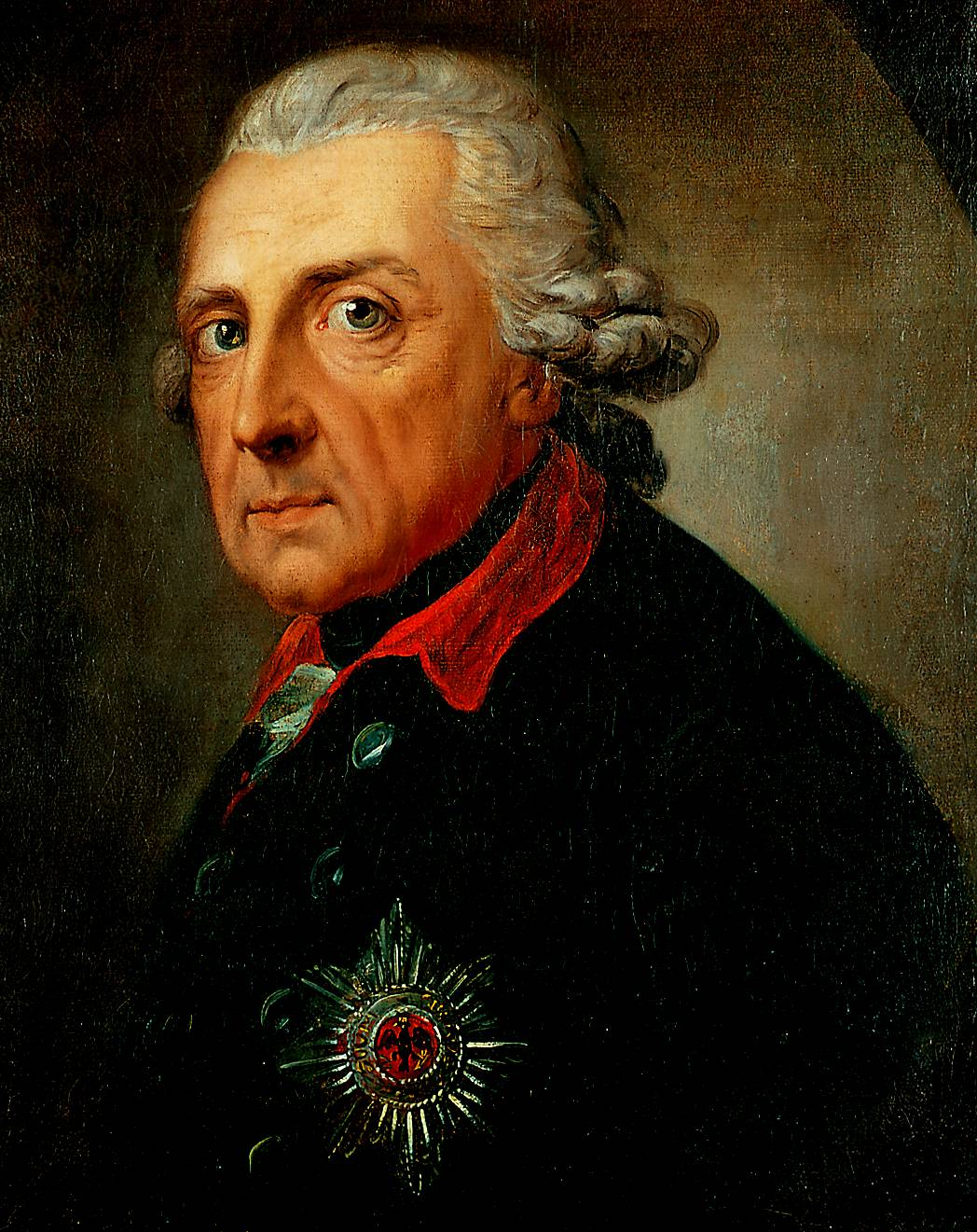
愛爾維修是其中一個經常被普魯士的腓特烈大帝邀請到宮殿的法國哲學家

## 主要思想
爱尔维修强调环境和教育对人性格的形成起决定作用。他认为，人一生下来，如果说是无感情的，那么也不存在有性格。在人们身上造成对荣誉的爱的，是后天获得的，所以是教育的结果。他认为人人都具有相同的学习能力，并宣称教育具有解决人类问题的无限潜力。另外，从洛克的唯物主义经验论出发，他坚持，一切的心理活动来源于感觉的思想。

### 名言
“我不是喜欢荣誉，而是因为荣誉会使我获得利益。”